# Хумани кариотип
Хумани кариотип сачињава 46 хромозома који су карактеристични за људску врсту и не мењају се током живота човека.

## Број хромозома и подела
Кариотип сваке еукариотске ћелије састоји се од одређеног броја хромозома који је карактеристичан за врсту и непроменљив. На конференцији одржаној 1960. године у Денверу уводи се појам хуманог кариотипа (кариотип човека).
Кариотип човека састоји се од 23 пара хромозома (или 46 хромозома), од којих:
- 22 пара чине аутозоми и
- један пар су полни хромозоми (гонозоми).

Парови аутозома у свим ћелијама једног организма су симетрични (хомологи). Пар полних хромозома је хомолог само у ћелијама жена, у којима се састоји од два  хромозома, док је у ћелијама мушкарца асиметричан (нехомолог) и састоји се од једног X и једног  хромозома. Парови аутозома у кариотипу обележавају се бројевима од 1 до 22 и то тако што је пар највећих хромозома означен као пар 1, а остали парови редом по величини (уз мања одступања) носе бројеве 2 до 22. Полни хромозоми се означавају са X односно Y.
Метафазни хромозоми имају карактеристичан облик (види слике).

## Грађа и врсте метафазног хромозома
Метафазни хромозом се састоји од две хроматиде, од којих свака садржи по један од два молекула ДНК насталих процесом репликације. Хроматиде су спојене у области центромере која има изглед сужења на хромозому. На центромери се налази протеинска структура, кинетохор, која се формира на почетку митозе и има улогу да веже хромозом за деобно вретено.
Центромера дели хромозом на два крака : 
- дужи крак (q), део хромозома испод центромере и
- краћи крак (p), изнад центромере.

Према положају центромере разликују се три врсте хромозома у хуманом кариотипу: 
- метацентричан је онај хромозом чија се центромера налази на средини па су краци једнаке дужине (p = q);
- субметацентричан, чија је центромера ближа једном крају хромозома, па је онда р : q = 1 : 1.5-3;
- акроцентричан код кога се центромера налази сасвим близу једног краја хромозома (p : q = 1 : 7<);
- телоцентричан хромозом је онај код кога се центромера налази на самом крају хроматиде, па је однос p : q = 0 : 1;

- субтелоцентричан хромозом има центромеру постављену тако да дели хроматиду у односу p : q = 1 : 3-7;

Поред центромере, као примарног сужења које имају сви хромозоми, појављује се и секундарно сужење у одређеним хромозомима (нпр. кратки краци акроцентричних хромозома човека садрже ово сужење).
Природни крајеви линеарног молекула ДНК називају се теломере. Теломере имају вишеструке функције, али се поједностављено може рећи да представљају неку врсту заштитне капе хромозома јер нису лепљиве, не реагују са крајевима других хромозома и нису осетљиве на разарајуће дејство ензима егзонуклеаза.

## Класификација хромозома хуманог кариотипа
На Денвенској конференцији је договорено да се хромозоми класификују према величини и обележавају бројевима од 1 — 22 у седам група група од А до G, при чему X хромозом припада групи C, а Y хромозом групи G:
- група  садржи парове хромозома 1, 2 и 3

- група  садржи 4. и 5. пар хромозома;
- група  садржи од 6 до 12. пара хромозома и X хромозом
- група  садржи 13, 14. и 15. пар хромозома;
- у групи  су 16, 17. и 18. пар
- у  групи су 19. и 20. пар
- група  обухвата 21, 22. пар и Y хромозом.

Кариотип се обележава тако што се прво пише укупан број хромозома, а после зареза хромозоми који одређују пол:
- кариотип жене је, дакле, 46, XX;
- кариотип мушкарца 46, XY.

Акроцентрични хромозоми у хуманом кариотипу су:
- хромозоми групе D: 13, 14. и 15. пар
- хромозоми групе G: 21, 22. и Y хромозом.

Мушкарци имају непаран број акроцентричних хромозома у телесним ћелијама, док жене имају паран број (немају Y хромозом).
Метацентричним хромозомима припадају хромозоми 1, 3, 16, 19 и 20.
Остали хромозоми хуманог кариотипа су субметацентрични. Код жена је и овај тип хромозома паран, док је код мушкараца непаран (имају само један Х хромозом).

## Цитолошке методе идентификације хромозома
Величина хромозома и положај центромере су параметри на основу којих је могуће идентификовати хромозоме. Међутим, много поузданије методе, поготово за проучавање промена у грађи хромозома, јесу цитолошке методе бојења.
Најчешће ткиво које се користи за анализу хромозома јесу лимфоцити периферне крви који се одгајају у култури ткива. После извесног броја деоба додаје се један биљни алкалоид – колхицин који спречава формирање деобног вретена. Тиме се ћелија зауставља у метафази митозе када су хромозоми најуочљивији. Хромозоми се још додатно обрађују, а затим се боје. Боје које се за то најчешће користе су Гимса и флуоресцентна боја. Бојењем се на сваком хромозому добија уочљив, увек поновљив и специфичан распоред трака (G-траке ако је бојено Гимзом или Q-траке ако је друга боја примењивана).
Када се хромозоми фотографишу или нацртају, затим се по ивици исеку и поређају у парове по величини добија се кариограм. На основу кариограма се хромозоми могу и схематски да прикажу и тада говоримо о идиограму.